# Битва за Сухуми (1992)
Битва за Сухуми произошла в 1992 году между абхазскими сепаратистами и Национальной гвардией Грузии. Битва положила начало одной из самых кровопролитных войн в постсоветской Грузии.

## Предшествующие события
В июле 1992 года звиадисты (сторонники свергнутого предыдущего президента Грузии Гамсахурдиа) взяли в заложники несколько грузинских чиновников в Мингрелии, а позже и в Гальском районе. Ещё несколько были захвачены, когда текущие грузинские власти попытались с ними договориться. В ответ грузинская полиция создала штурмовые отряды, чтобы помочь освободить заложников. В МВД Абхазии заявили, что грузинские и абхазские подразделения будут сотрудничать, чтобы помочь освободить заложников. В августе в Гали было переброшено подразделение Национальной гвардии для помощи в освобождении заложников, а к 19 августа заложники были освобождены без полномасштабных боёв.

## Въезд в Сухуми
Однако созданный полицией штурмовой отряд численностью 1000 человек не остановился в Гали. Затем они начали атаку на столицу Сухуми, чтобы вернуть город под контроль Грузии. Они взяли городской аэропорт, который находился в 25 километрах от города. Грузинские танки и БТРы двигались по улицам, сражаясь с абхазскими ополченцами, которые были вооружены пулемётами, строили баррикады на улицах и бросали коктейли Молотова, поскольку у них не было тяжёлого противотанкового оружия. Грузинские подразделения применяли артиллерию против абхазских сепаратистов в контролируемых ими местах в черте города.
Несмотря на сопротивление абхазов, грузинские подразделения были хорошо вооружены и за считанные дни взяли город. 18 августа Национальная гвардия Грузии штурмовала парламент Абхазии, а на зданиях Совета министров был поднят грузинский флаг. К 18 августа был взят весь Сухуми.

## Жертвы и последствия
19 человек погибли, 39 получили тяжелые ранения. Грузинские подразделения обвинялись в грабежах, нападениях, убийствах и других военных преступлениях на этнической почве. Абхазские сепаратисты отошли к Гудауте и начали вооружаться для контратаки.